# Phaenocarpa pellmyri
Phaenocarpa pellmyri är en stekelart som beskrevs av Fischer 1990. Phaenocarpa pellmyri ingår i släktet Phaenocarpa och familjen bracksteklar. Inga underarter finns listade i Catalogue of Life.